# Aethiopia rotundipennis
Aethiopia rotundipennis är en skalbaggsart som beskrevs av Stefan von Breuning 1940. Aethiopia rotundipennis ingår i släktet Aethiopia och familjen långhorningar.
Artens utbredningsområde är Kenya. Inga underarter finns listade i Catalogue of Life.